# 宇都宮廣綱
宇都宮 廣綱（うつのみや ひろつな、天文14年（1545年） - 天正4年8月7日（1576年8月30日））是安土桃山時代的下野国戰国大名、宇都宮氏二十一代當家。宇都宮尚綱之子。母為結城政朝之女。幼名伊勢津丸。正室是佐竹義昭之女南呂院。宇都宮国綱・結城朝勝・芳賀高武之父。

## 经历
父親尚綱於喜連川五月女坂之戰，與那須高資戰鬥而戰死，宿老壬生綱房趁勢崛起打算奪取宇都宮城，且由於芳賀高照擁護壬生綱房為當主（實際上為傀儡），因此鹽谷義孝等宇都宮重臣紛紛跟隨，並與廣綱敵對。之後壬生綱房入侵下野各地，打算統一下野，史稱「大永内訌」，造成宇都宮氏衰敗。
廣綱因為年紀尚小，由家臣芳賀高定守護，使宇都宮城能避免被攻陷。因此以後受到守備真岡城的高定補佐及養育。2年後的天文20年（1551年），廣綱殺了那須高資而報了父仇。弘治元年（1555年）作亂的家臣芳賀高照遭高定誘殺，且占領宇都宮城的壬生綱房也因病急死，綱房的嫡子壬生綱雄成為宇都宮城的新城主。在壬生氏的侵攻之下，祖母井城、八之木城紛紛淪陷，但芳賀高定開始展開外交手腕，弘治3年（1557年），氏康要求佐竹義昭派5000騎兵協助廣綱、高定，出兵到下野飛山城，力圖收復失土，因此，弘治3年（1557年）宇都宮城再次回到廣綱手上。永祿元年（1558年），越後上杉勢入侵下野，幸賴家臣多功長朝奮戰後擊退上杉軍。
之後在家臣芳賀高定的外交手腕下，迎娶佐竹義昭之女南呂院為妻，並與和上杉謙信同盟，因此與企圖稱霸關東的後北條氏及順從北條氏的諸大名對立。永祿7年（1564年），與上杉謙信、佐竹義重共同進攻北条方的小田城主小田氏治，順利攻陷。
廣綱由於生來病弱，訖元龜3年因病情惡化，以無法親自於文書上捺上花押，重臣皆川俊宗見狀於是有奪取宇都宮城的野心，這是由於武田信玄、北条氏政締結甲相同盟後，對於下野南部造成極大威脅，因此引起俊宗的危機意識。
元龜3年（1572年）1月14日夜，負責與上杉謙信交涉外交事務的宇都宮氏筆頭重臣岡本宗慶被俊宗暗殺，翌日，宇都宮城全部被皆川氏佔領。此後約1年間，皆川俊宗掌握了宇都宮氏的主導權，由於俊宗採取偏後北条氏寄的立場，因此一時間宇都宮氏屈服於北条氏之下。元龜4年（1573年），與同盟國佐竹義重一同討伐皆川氏。
不過天正4年（1576年）8月7日、以32歲之姿病死。由於晩年則一直躺臥在病床上、所以也可能那段時間內將他的死訊隱瞞起來。

## 出現作品
- 戰國BASARA3